# Ante Milicic
Anthony Josip Milicic (Sydney, 4 aprile 1974) è un allenatore di calcio ed ex calciatore australiano, di ruolo attaccante, commissario tecnico della nazionale femminile cinese.

## Carriera

### Calciatore

#### Club
Ante Milicic cresce calcisticamente nel Sydney Utd 58, società con la quale gioca inizialmente nelle formazioni giovanili prima di trasferirsi all'Hurstville Zagreb, società australiana con sede a St George, sobborgo di Sydney, ma di origine croata e poi all'Australian Institute of Sport (AIS), squadra gestita direttamente dalla Federazione calcistica dell'Australia (Football Federation Australia - FFA), tra il 1990 e il 1991.
Tornato a vestire la maglia del Sydney United dal 1992, fa il suo debutto in National Soccer League dal campionato 1992-1993, rimanendo legato alla società di Sydney per 5 stagioni, con l'unica eccezione del trasferimento per un breve periodo al Canberra Deakin nel 1993. Con il Sydney United si laurea vicecampione d'Australia al termine del campionato 1996-1997.
Nell'estate 1997 decide di iniziare la sua avventura all'estero, siglando un accordo con il NAC Breda per giocare in Eredivisie, massimo livello della piramide calcistica olandese, dal campionato 1997-1998. Veste la maglia della società di Breda per due stagioni, chiudendole al dodicesimo posto il primo e al diciottesimo e ultimo posto nel secondo, con conseguente retrocessione in Eerste Divisie per la squadra.
Durante il calciomercato estivo 1999 Milicic decide di cambiare nuovamente nazione trasferendosi al Rijeka per giocare in 1. HNL, livello di vertice del campionato croato, dalla stagione entrante. Nuovamente resta legato alla nuova società per due stagioni, la prima conclusa al quarto posto, che vale l'accesso alla Coppa UEFA 2000-2001, la seconda, dove Milicic con 10 reti è il miglior realizzatore della squadra, conclusa con un decimo posto nella seconda fase del gruppo retrocessione e conseguente salvezza.
Conclusa l'esperienza europea decide di rientrare in Australia, accordandosi per la prima parte della stagione 2001-2002 con la sua vecchia squadra, il Sydney United, per trasferirsi ai rivali del Olympic Sharks per il resto della stagione. Con quest'ultimo rimane per una stagione e mezza, nella rendendosi protagonista nella conquista del secondo titolo NSL per il Sydney Olympic quando, nella finalissima (Grand final) del 12 maggio 2002, al 48' segna la rete che decide la partita contro il Perth Glory, prestazione che gli vale anche la conquista della Joe Marston Medal, mentre nella seconda la sua squadra, giunta a giocarsi nuovamente il titolo in finalissima con il Perth Glory, deve cedere il titolo a quest'ultimo vittorioso per 2-0.
La stagione seguente, l'ultima disputata con la denominazione National Soccer League, Milicic si trasferisce al Parramatta Power e condivide con i compagni un campionato di vertice che vede la sua squadra giungere alla finalissima persa poi per 1-0 con il Perth Glory.
Dopo lo scioglimento della National Soccer League Milicic si trasferì al Sri Pahang iscritto alla ridenominata Malaysia Super League, massimo livello del campionato malese, per la stagione 2004. A quel tempo era opinione diffusa che, con i salari di $ 1,5 milioni imposti su tutti i club della neistituita A-League, Milicic non sarebbe stato in grado di tornare a giocare in Australia, tuttavia, dopo una nuova parentesi al Sydney Utd 58, per il campionato 2005-2006 sottoscrisse un contratto con il Newcastle Jets, squadra con cui concluse al quarto posto. Milicic è stato il primo giocatore della A-League a segnare una tripletta, all'11 giornata, nell'incontro con il NZL Knights del 4 novembre 2005.
Nel maggio 2006 sottoscrive un contratto con i rivali del Queensland Roar, squadra con cui marca 44 presenze segnando 11 reti.
L'8 dicembre 2007 Milicic, insoddisfatto dei risultati ottenuti, ottiene di rescindere consensualmente il suo contratto trasferendosi ai malesi dello Shahzan Muda per giocare in Malaysian Premier League, citando che "al Queensland Roar non stava accadendo abbastanza" (It wasn't quite happening"It wasn't quite happening at Queensland Roar).

#### Nazionale
Milicic inizia ad essere convocato dalla federazione calcistica dell'Australia (Football Federation Australia - FFA) per vestire le maglie delle nazionali giovanili, inizialmente nella formazione Under-20 per passare in seguito con la Under-23.
Con la prima viene inserito in rosa dal Commissario tecnico Les Scheinflug nella squadra impegnata nel Mondiale di Australia 1993, dove Milicic si rivela protagonista siglando 3 reti per la propria nazionale, tra cui quella del parziale 1-1 con l'Inghilterra nella finale per il terzo posto, incontro poi vinto dalle britanniche per 2-1, e condividendo il vertice della classifica dei marcatori del torneo con i brasiliani Gian e Adriano, il messicano Vicente Nieto, lo statunitense Chris Faklaris e il colombiano Henry Zambrano, quest'ultimo l'unico poi premiato dalla FIFA con la Scarpa d'oro
Dal 2002 approda alla nazionale maggiore, inserito dal CT Frank Farina prima nella squadra che partecipa all'edizione di Nuova Zelanda della Coppa delle nazioni oceaniane, dove Milicic sigla una rete aprendo le marcature nell'incontro vinto 8-0 sulle Figi e condivide il percorso che vede l'Australia raggiungere la finale, poi persa per 1-0 con la Nuova Zelanda, e convocandolo anche per la successiva, quella di Australia 2004, dove sigla 2 reti e dove la sua nazionale conquista il quarto titolo continentale della sua storia sportiva.

### Allenatore

#### Club
Con il suo ritorno, nel 2009, al Sydney United, Milicic ha la sua prima esperienza come responsabile tecnico ricoprendo il ruolo di allenatore/giocatore, con la squadra che disputa la NSW Premier League, campionato australiano di seconda divisione. Alla sua stagione d'esordio come responsabile tecnico, ottiene un primato grazie alle nove vittorie (otto in Premier League e una in Tiger Turf Cup), due pareggi e una sconfitta.
Il 18 novembre 2009 venne annunciato il suo trasferimento al Melbourne Heart per ricoprire l'incarico di assistente di Jesper Olsen nella nuova A-League. A fine stagione Olsen decide di lasciare la squadra, tuttavia la società ritiene di non promuovere Milicic a responsabile tecnico titolare per cui anche quest'ultimo decide di trasferirsi e raggiungere l'amico Tony Popović per fargli da assistente al Western Sydney.

#### Nazionale

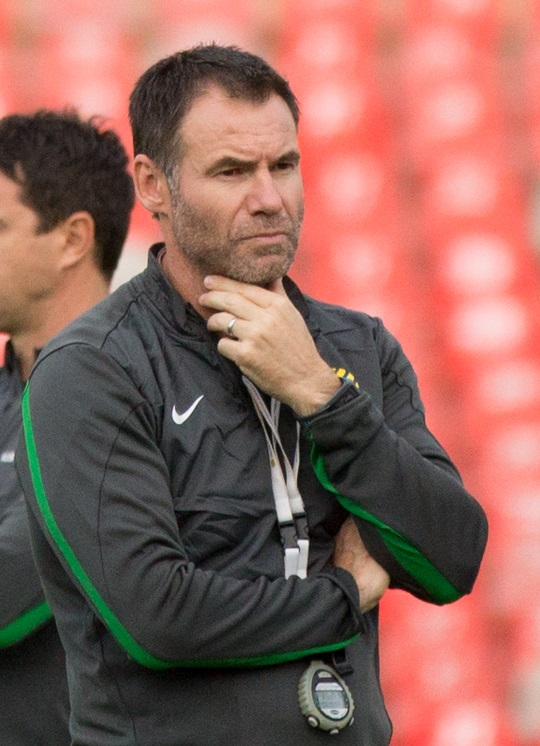
Milicic nel 2015.

Nel 2009 la federazione australiana offre a Milicic l'incarico di vice-allenatore della formazione maschile Australia impegnata al Mondiale d'Egitto 2009, mentre due anni più tardi, nel Mondiale di Colombia 2011, è assistente.
Intervallando in quel periodo gli impegni federali con quelli di club, al termine della stagione di A-League 2013-2014, Milicic raggiunge Ange Postecoglou diventando il vice-allenatore dei Socceroos, la nazionale australiana di calcio maschile.
Il 18 febbraio 2019, Milicic è stato annunciato dalla FFA come allenatore ad interim della nazionale femminile fino al termine del Mondiale di Francia 2019.

## Statistiche

### Cronologia presenze e reti in nazionale
| Cronologia completa delle presenze e delle reti in nazionale ― Australia | Cronologia completa delle presenze e delle reti in nazionale ― Australia | Cronologia completa delle presenze e delle reti in nazionale ― Australia | Cronologia completa delle presenze e delle reti in nazionale ― Australia | Cronologia completa delle presenze e delle reti in nazionale ― Australia | Cronologia completa delle presenze e delle reti in nazionale ― Australia | Cronologia completa delle presenze e delle reti in nazionale ― Australia | Cronologia completa delle presenze e delle reti in nazionale ― Australia |
| Data                                                                     | Città                                                                    | In casa                                                                  | Risultato                                                                | Ospiti                                                                   | Competizione                                                             | Reti                                                                     | Note                                                                     |
| ------------------------------------------------------------------------ | ------------------------------------------------------------------------ | ------------------------------------------------------------------------ | ------------------------------------------------------------------------ | ------------------------------------------------------------------------ | ------------------------------------------------------------------------ | ------------------------------------------------------------------------ | ------------------------------------------------------------------------ |
| 6-7-2002                                                                 | Auckland                                                                 | Australia                                                                | 2 – 0                                                                    | Vanuatu                                                                  | Coppa d'Oceania 2002 - 1º turno                                          | -                                                                        | 64’                                                                      |
| 10-7-2002                                                                | Auckland                                                                 | Australia                                                                | 8 – 0                                                                    | Figi                                                                     | Coppa d'Oceania 2002 - 1º turno                                          | 1                                                                        |                                                                          |
| 24-5-2004                                                                | Sydney                                                                   | Australia                                                                | 0 – 1                                                                    | Turchia                                                                  | Amichevole                                                               | -                                                                        | 63’                                                                      |
| 9-10-2004                                                                | Honiara                                                                  | Isole Salomone                                                           | 1 – 5                                                                    | Australia                                                                | Coppa d'Oceania 2004 - Finale                                            | 1                                                                        |                                                                          |
| 12-10-2004                                                               | Sydney                                                                   | Australia                                                                | 6 – 0                                                                    | Isole Salomone                                                           | Coppa d'Oceania 2004 - Finale                                            | 1                                                                        |                                                                          |
| 29-3-2005                                                                | Perth                                                                    | Australia                                                                | 3 – 0                                                                    | Indonesia                                                                | Amichevole                                                               | 2                                                                        | 76’                                                                      |
| Totale                                                                   |                                                                          | Presenze                                                                 | 6                                                                        |                                                                          | Reti                                                                     | 5                                                                        |                                                                          |

## Palmarès

### Giocatore

#### Club
- Campionato australiano: 1

Sydney Olympic: 2001-2002

#### Nazionale
- Coppa d'Oceania: 1

2004

#### Individuale
- Scarpa d'oro del campionato del mondo Under-20: 1

Australia 1993 (3 gol)
- Capocannoniere della National Soccer League: 1

2003-2004 (20 reti)